# El Carmen (Chilón)
El Carmen es una localidad del estado mexicano de Chiapas. Es parte del municipio de Chilón.

## Demografía
| Gráfica de evolución demográfica |
|                                  |

| Censo | Población |
| ----- | --------- |
| 1990  | 649       |
| 2000  | 668       |
| 2010  | 895       |
| 2020  | 1 085     |